# Preševo
Preševo (serbocroata cirílico: Прешево; albanés: Presheva o Preshevë) es un municipio y villa de Serbia perteneciente al distrito de Pčinja del sur del país. Está considerada la capital cultural de los albaneses de Serbia, que son el mayor grupo étnico del municipio.
En 2011 se supone que oficialmente tiene 3080 habitantes, la mayoría serbios. Esta información es manifiestamente inexacta debido a que la mayoría étnica albanesa boicoteó el censo de 2011. Del censo de 2002 se deduce que este municipio debe de tener más de treinta mil habitantes, de los cuales en torno al 90% son étnicamente albaneses.
Entre 1999 y 2001 se produjo aquí y en localidades vecinas el Conflicto del Valle de Presevo.
Se ubica en la esquina suroccidental del distrito, limitando con el territorio disputado de Kosovo y junto a la frontera con Macedonia del Norte.

## Pedanías
Incluye las siguientes pedanías:
| - Aliđerce - Berčevac - Bujić - Bukarevac - Bukovac - Buštranje - Golemi Dol - Gornja Šušaja - Gospođince - Depce - Donja Šušaja - Žujince | - Ilince - Kurbalija - Ljanik - Mađare - Miratovac - Norča - Oraovica - Pečeno - Rajince - Ranatovce - Reljan | - Svinjište - Sefer - Slavujevac - Stanevce - Strezovce - Trnava - Cakanovac - Cerevajka - Crnotince - Čukarka |